# William Bayliss
William Maddock Bayliss (1860–1924) – angielski fizjolog. Prowadził badania nad nerwową i humoralną regulacją czynności narządów wewnętrznych, pracą serca oraz krążeniem krwi. Był współodkrywcą humoralnego pobudzania trzustki. Razem z Ernestem Starlingiem odkrył sekretynę i opisał jej rolę w organizmie. Pełnił funkcję profesora University College London. Był członkiem Royal Society w Londynie.
W 1911 roku otrzymał nagrodę naukową Royal Medal, a w 1919 roku Copley Medal. Posiadał tytuł szlachecki Sir.